# Agboville (departement)
Agboville är ett departement i Elfenbenskusten. Det ligger i regionen Agnéby-Tiassa, i den sydöstra delen av landet, 160 km sydost om huvudstaden Yamoussoukro.